# Надежда (район)
Вижте пояснителната страница за други значения на Надежда.
„Надежда“ е един от 24-те административни района на Столична община. „Надежда“ е с обща площ от 19 300 декара. Населението е над 73 хил. жители. Район „Надежда“ включва кварталите „Надежда“ (разделен на „Надежда 1“, „Надежда 2“, „Надежда 3“ и „Надежда 4“), „Лев Толстой“, „Свобода“, „Триъгълника“, „Илиянци“ и „Требич“, както и Промишлена зона Илиянци (ПЗ Илиянци). Граници на района са ж.п. линията Централна гара – Връбница, ул. „Христо Силянов“, бул. „Хан Кубрат“, бул. „Бели Дунав“, границата на Северен парк с ж.к. „Връбница 2“, река Какач, североизточната граница на район „Връбница“, бул. „Околовръстен път“ и ж.п. линията София – Мездра.
Към 15 юни 2023 г. в района живеят 69 255 души по настоящ адрес и 73 793 души по постоянен адрес.

## Квартали
- Военна рампа (Карта) – западната част
- Връбница-2 (Карта) – малка част
- Илиянци (Карта)
- Илиянци (промишлена зона) (Карта)
- Лев Толстой (Карта)
- Надежда I (Карта)
- Надежда II (Карта)
- Надежда III (Карта) – основната част
- Надежда IV (Карта)
- Свобода (Карта)
- Требич (Карта)
- Триъгълника-Надежда (Карта)

В района влиза основната част от Северния парк, а част от територията му не е включена в определен квартал – промишлената зона около Вагонно депо „Надежда“ и Надлез „Надежда“ и незастроения район около Требич.

## Население
Общият брой на населението на район „Надежда“ включва и жителите на кварталите „Илиянци“ (2106) и „Требич“ (1478). Тяхното население е преброено отделно, защото те спадат към кварталите със специален статут.

### Етнически състав
Преброяване на населението през 2011 г.
Численост и дял на етническите групи според преброяването на населението през 2011 г.:
|                     | Численост | Дял (в %) |
| Общо                | 67 905    | 100.00    |
| Българи             | 60 240    | 88.71     |
| Турци               | 314       | 0.46      |
| Цигани              | 312       | 0.45      |
| Други               | 896       | 1.31      |
| Не се самоопределят | 167       | 0.24      |
| Неотговорили        | 5976      | 8.80      |